# Carlos Buysse
Carlos Buysse (* 1883 in  Gent; † 27. März 1944 in Essen) war ein belgischer römisch-katholischer Geistlicher und Märtyrer.

## Leben
Carlos Eugène Ludovic Buysse, Bruder des Domherrn und Theologen Paul Buysse, wurde 1905 zum Priester geweiht. Er unterrichtete zuerst in Gent-Ledeberg, dann war er Gefängnisgeistlicher in Oudenaarde.
Wegen Widerstandsaktivitäten im Réseau Luc-Marc (Matrikelnummer V.N.M.R. 5) wurde er am 30. Januar 1944 verhaftet und am 23. März 1944 in das Gefängnis Essen gebracht. Dort kam er am 27. März durch einen Bombenangriff ums Leben kam. Er war 61 Jahre alt.